# Heartbox (album de Christophe Willem)
Ne doit pas être confondu avec Heartbox (chanson de Christophe Willem).
Albums de Christophe Willem
Caféine
(2009) Prismophonic
(2011)
Singles
1. Lost in Berlin
Sortie : 2009

Heartbox est le troisième album du chanteur français Christophe Willem, publié sous le simple nom de « Willem ». Il est sorti en 2010.
Il s'agit du premier album majoritairement anglophone. Heartbox n'a pas connu de large distribution en France. 
Le titre Lost in Berlin, la version anglaise de la chanson Berlin, a été extrait comme single. Le single éponyme Heartbox était déjà sorti auparavant, en octobre 2009, en tant que troisième single de Caféine, son deuxième album.

## Production
L'album n'est pas une simple adaptation en anglais de Caféine. Certaines chansons de Heartbox figurent déjà sur cet album, notamment Heartbox, Sensitized et L'homme en noir. D'autres chansons de Caféine ont été traduites du français à l'anglais: Lost in Berlin étant la version anglais de Berlin; No One Else étant la version anglaise de Plus que tout; et State of Grace étant la version anglaise de Entre nous et le sol. 
Le remix de La demande et Walk Away, un duo avec Skye, figurent aussi sur la version deluxe de Caféine.
Le titre Double je vient du premier album de Christophe Willem, Inventaire, et September est une reprise qui était déjà sorti comme single en 2008, mais dont la version remixée par Antoine Clamaran et Eric Kaufmann figure sur Heartbox.

## Visuel
La photo de la pochette est la même photo que sur l'album Caféine, mais légèrement zoomée. Elle montre le visage du chanteur qui porte une chapka, apportée à la séance photo par un styliste. La photo a été prise par le photographe Antoine Le Grand.

## Distribution
L'album est sorti sur les plateformes de téléchargements légaux au Royaume-Uni le 29 mars 2010, suivi par les États-Unis et le Japon le 6 avril.
Heartbox existe aussi en format CD.

## Accueil
Heartbox n'a pas profité de promotion en France. L'album s'est classé pendant sept semaines dans le classement Ultratop 100 Albums de la Belgique francophone, atteignant la 42e position en juin 2010.

Le critique du site Fresh, Yesh! écrivait:

« C'est un de ces albums que je regarderai probablement dans six mois en me disant "c'était sympa sur le moment" et que je ne reverrai pas vraiment, mais c'est une affaire pop solide qui mérite une place dans la bibliothèque de n'importe quel fanatique de pop. »

## Liste des chansons
| No  | Titre                                                          | Auteur | Producteur(s)                                   | Durée |
| --- | -------------------------------------------------------------- | --- | ----------------------------------------------- | ----- |
| 1.  | Lost in Berlin                                                 | Paroles originales en français : Skye Paroles adaptées en anglais : Virginie Clamens Musique: Rodrigue Janois, William Rousseau, Jean-Pierre Pilot, Frédéric Lemercier, Laurent Szuskin | Yves Jaget, Jean-Pierre Pilot, William Rousseau | 3:13  |
| 2.  | Heartbox                                                       | Matt Hales, Guy Chambers | Guy Chambers, Aqualung                          | 3:52  |
| 3.  | Sensitized (duo avec Kylie Minogue)                            | Guy Chambers, Cathy Dennis, Serge Gainsbourg Adaptation en français : Skye et Christophe Willem                                                                                         | Guy Chambers, Cathy Dennis                      | 3:46  |
| 4.  | September (Radio Edit Mix by Antoine Clamaran & Eric Kaufmann) | Maurice White, Willis Alta Sherral, A. Mc Kay | Franck "Mondini" Rougier                        | 3:10  |
| 5.  | No One Else                                                    | Tina Harris, Steve Lee, Pete "Boxsta" Martin | Pete "Boxsta" Martin, Tina Harris, Steve Lee    | 3:44  |
| 6.  | Double je                                                      | Paroles : Zazie Musique : Jean-Pierre Pilot, Olivier Schultheis, Zazie |                                                 | 3:16  |
| 7.  | State of Grace                                                 | Willem, Skye, Steve Anderson, Lisa Greene, Steve Lee | Steve Anderson                                  | 3:59  |
| 8.  | La demande (Remix)                                             | Paroles : Zazie Musique : Jean-Pierre Pilot, Willem | Alexandre Azaria                                | 4:14  |
| 9.  | L'homme en noir                                                | Tim Kellett, Kate Elsworth Paroles adaptées en français : Skye | Hiro My Hero                                    | 4:30  |
| 10. | Walk Away (duet with Skye)                                     | Tina Harris, Skye, Willem | Tina Harris, Jamie Hartman                      | 2:28  |

## Classements
| Pays                 | Charts              | Meilleure position |
| -------------------- | ------------------- | ------------------ |
| Belgique francophone | Ultratop 100 Albums | 42                 |